# جورج موفوكينغ
جورج موفوكينغ (بالإنجليزية: George Mofokeng)‏ (20 يونيو 1979 في جنوب أفريقيا - ) هو لاعب كرة قدم جنوب أفريقي في مركز الدفاع. شارك مع منتخب جنوب أفريقيا لكرة القدم. أما مع النوادي، فقد لعب مع أياكس كيب تاون وسوبر سبورت يونايتد وبلاتينيوم ستارز ‏.

## وصلات خارجية
- جورج موفوكينغ على موقع قاعدة بيانات كرة القدم.إي يو (الإنجليزية)
- جورج موفوكينغ على موقع ناشيونال فوتبول تيمز (الإنجليزية)